# Pseudocamelina
Pseudocamelina é um género botânico pertencente à família Brassicaceae.